# تونگ لینگ
تونگ لینگ (انگلیسی: Tong Ling) یک بازیکن تنیس روی میز اهل جمهوری خلق چین است.
وی در مسابقات کشوری و بین‌المللی در مجموع برنده ۷ مدال طلا، ۵ مدال نقره، ۶ مدال برنز شده‌است.